# Federico Biagini
Pour les articles homonymes, voir Biagini.
Federico Biagini, né le 20 juin 2003 à Reggio d'Émilie, est un coureur cycliste italien.

## Biographie
Federico Biagini est né à Reggio d'Émilie, d'un père agent commercial et d'une mère professeur d'éducation physique. Très vite intéressé par le vélo, il participe à ses premières compétitions cyclistes à l'âge de six ans avec la Team Barba, un club local. Il a également suivi des études en géométrie,. 
En 2021, il se classe notamment troisième du championnat d'Italie sur route dans la catégorie des juniors. Il évolue ensuite au sein de l'équipe continentale Carnovali-Rime, avant de rejoindre la formation Zalf Euromobil Fior. Décrit comme un « puncheur-grimpeur », il réalise une belle saison 2023 chez les amateurs en obtenant deux victoires et diverses places d'honneur,. Il termine par ailleurs troisième du Grand Prix Santa Rita et du Grand Prix Kranj, tous deux inscrits au calendrier de l'UCI Europe Tour. 
Grâce à ses bons résultats, il passe professionnel en 2024 dans la structure VF Group-Bardiani CSF-Faizané. Son contrat s'étend sur quatre saisons,. Compte tenu de son âge, il bénéficie d'un programme aménagé, qui est principalement composé de courses réservées aux espoirs. Le 25 avril, il finit troisième du Gran Premio della Liberazione.

## Palmarès et résultats

### Palmarès par année
- 2021
  - Trofeo Paolo Diotto e Matteo Roma
  - 3e du championnat d'Italie sur route juniors
  - 3e de la Coppa Pietro Linari
- 2022
  - 2e du Gran Premio d'Autunno
- 2023
  - Pistoia-Fiorano
  - Giro del Montalbano
  - 2e de la Medaglia d'Oro Frare De Nardi
  - 2e du Giro del Piave
  - 2e de Florence-Viareggio
  - 2e de la Coppa Lanciotto Ballerini
  - 3e du Grand Prix Santa Rita
  - 3e du Grand Prix Kranj
  - 3e du Trofeo Gavardo Tecmor
- 2024
  - 2e étape du Tour de la Vallée d'Aoste
  - 3e du Gran Premio della Liberazione
- 2025
  - 2e du Grand Prix Industrie del Marmo

### Classements mondiaux
| Année                                 | 2023  | 2024  |
| ------------------------------------- | ----- | ----- |
| Classement mondial                    | 1105e | 1509e |
|                                       |       |       |
| Légende : nc = non classéSource : UCI |       |       |